# Опель, Вильгельм фон
Вильгельм фон Опель (нем. Wilhelm von Opel; 15 мая 1871, Рюссельсхайм, Великое герцогство Гессен, Германская империя — 2 мая 1948, Висбаден, Германия) — один из основателей германского производителя автомобилей Opel. Представил конвейерное производство германской автомобильной промышленности.

## Биография
До 1917 года был известен как Вильгельм Опель, а затем получил дворянский титул. Его отец, Адам Опель, основал семейную фирму по производству швейных машин, а позже занялся производством велосипедов. Вильгельм изучал инженерное дело в Высшей технической школе Дармштадта и получил докторскую степень в 1912 году в университете. После смерти Адама Опеля в 1895 году управление компанией перешло к его жене и пятерым сыновьям. В 1898 году Вильгельм и его брат Фриц привели Opel в автомобильную промышленность, купив небольшой автомобильный завод Lutzmann в Дессау.
В 1917 году Вильгельм и его брат Генрих Опель стали дворянами Великого герцогства Гессен. Их брат Карл стал дворянином в следующем году. У Вильгельма был сын Фриц фон Опель и дочь Элеонора фон Опель. В 1933 году вступил в Национал-социалистическую немецкую рабочую партию и вскоре стал её активным сторонником, делая финансовые пожертвования СС.
В январе 1947 года был признан виновным судом по денацификации и должен был выплатить крупный штраф. Скончался в следующем году.
Является дедушкой Рикки фон Опеля и Гунтера Закса.